# فیاض فرج‌اف
فیاض فرج‌اف (فیاض فرج‌اف قاسم‌اوغلو؛ زاده ۱۹۲۱ درگذشته ۱۹ می ۱۹۹۸) نظامی آذری تبار ارتش سرخ شوروی در اثنای جنگ جهانی دوم بود.

## زندگی‌نامه
فیاض فرج‌اف در سال ۱۹۲۱ در روستای قاسملی در بخش لنکران جمهوری آذربایجان چشم به جهان گشود. در سال ۱۹۴۱ از طرف اداره نظامی شهرستان ماساللی به خدمت در واحد نظامی شهر پروهلادنایا واقع در استان روستوف فراخوانده شد. فرج‌اف در سال ۱۹۴۲ هنگام نبرد در شهر ایزیوم (حوالی خارکف) با محاصره شهر از سوی قوای آلمان به اسارت گرفته شد. پس از سپری کردن اسارت ۴–۵ ماهه در اردوگاه‌های شهرهای استالینو و اشترانس به ایتالیا فرستاده شد. در نبردهای کریمه سلحشورانه جنگید و از ناحیه سر مجروح گشت. بر اساس حکم ۲۱ نوامبر ۱۹۴۴ به کار در معادن شرق دور فرستاده شد و تا آوریل سال ۱۹۴۷ در آنجا ماند. بعدها به روستای مادری بازگشت در مسجد همان روستا به همراه دیگر روحانیون به تدریس قرآن و آموزه‌های دینی پرداخت. فرج‌اف به زبانهای آذربایجانی، روسی و عربی تسلط داشت.
.
.

## جوایز
در تاریخ ۶ آوریل ۱۹۸۵ از سوی وزارت دفاع اتحاد جماهیر شوروی سوسیالیستی به دریافت نشان درجه دو جنگ کبیر وطن مفتخر گردید.

## درگذشت
۱۹ می سال ۱۹۹۸ پس تحمل دوران طولانی بیماری در روستای قاسملی شهرستان ماساللی در جمهوری آذربایجان دیده به جهان فروبست و در گورستان روستا به خاک سپرده شد.

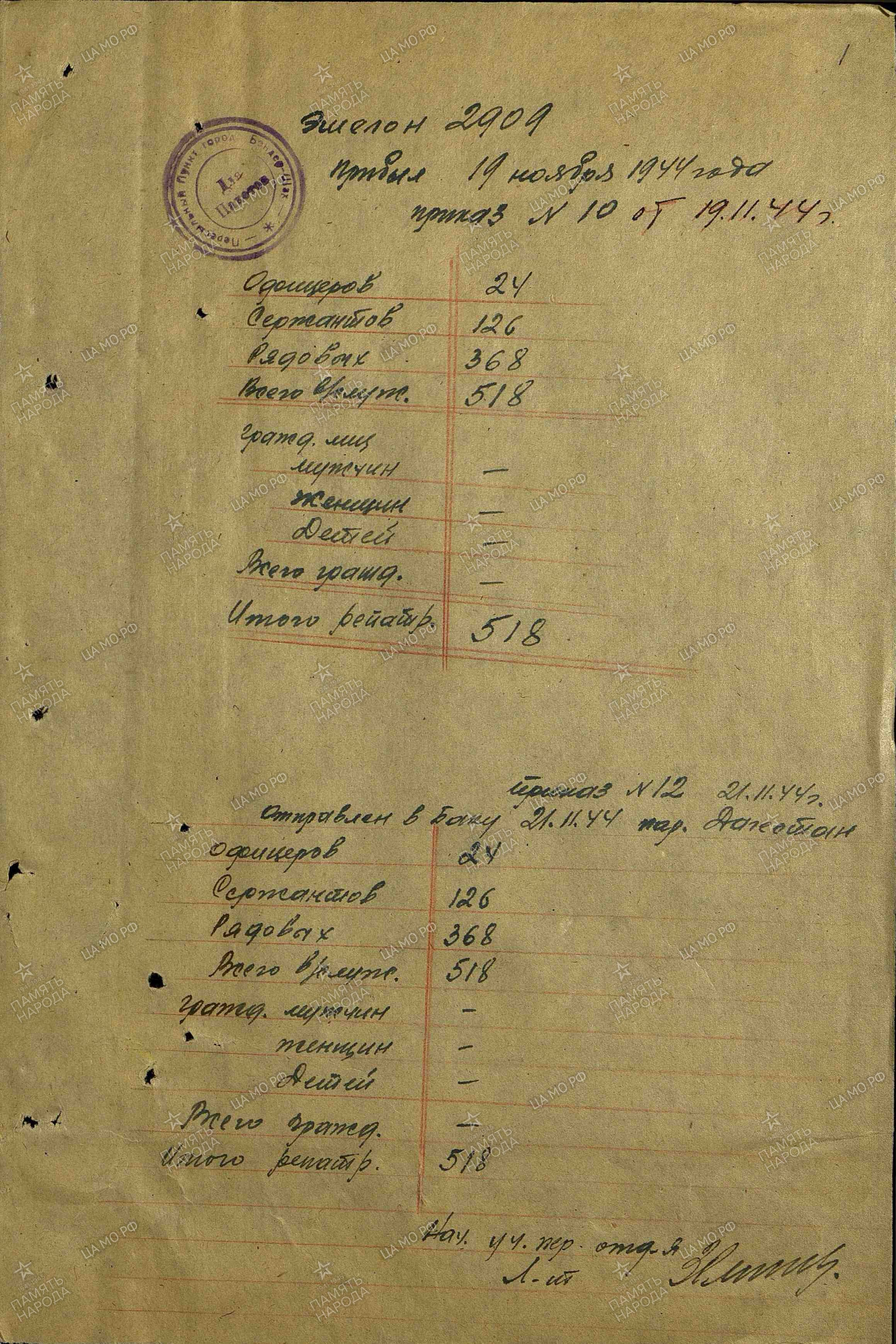
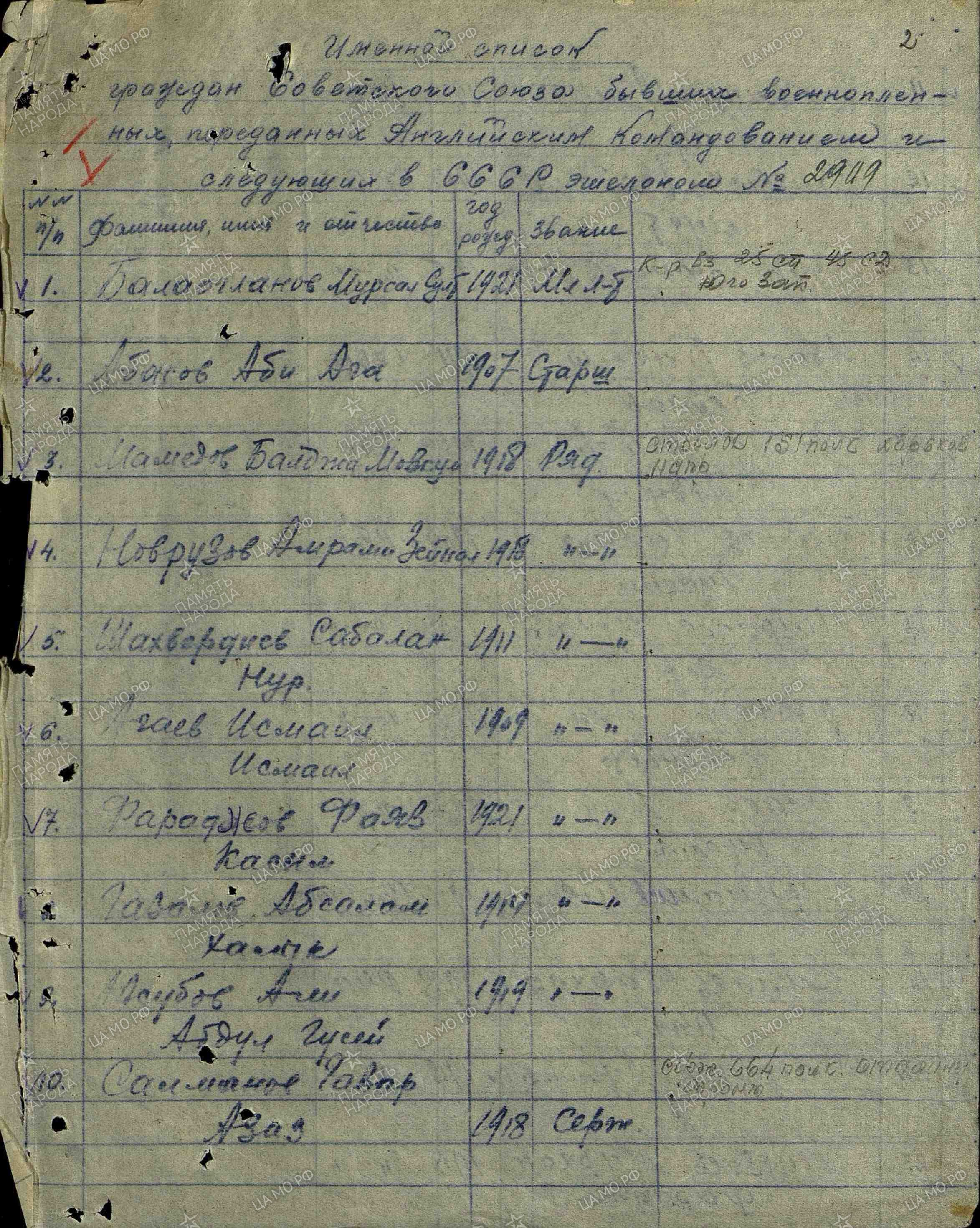
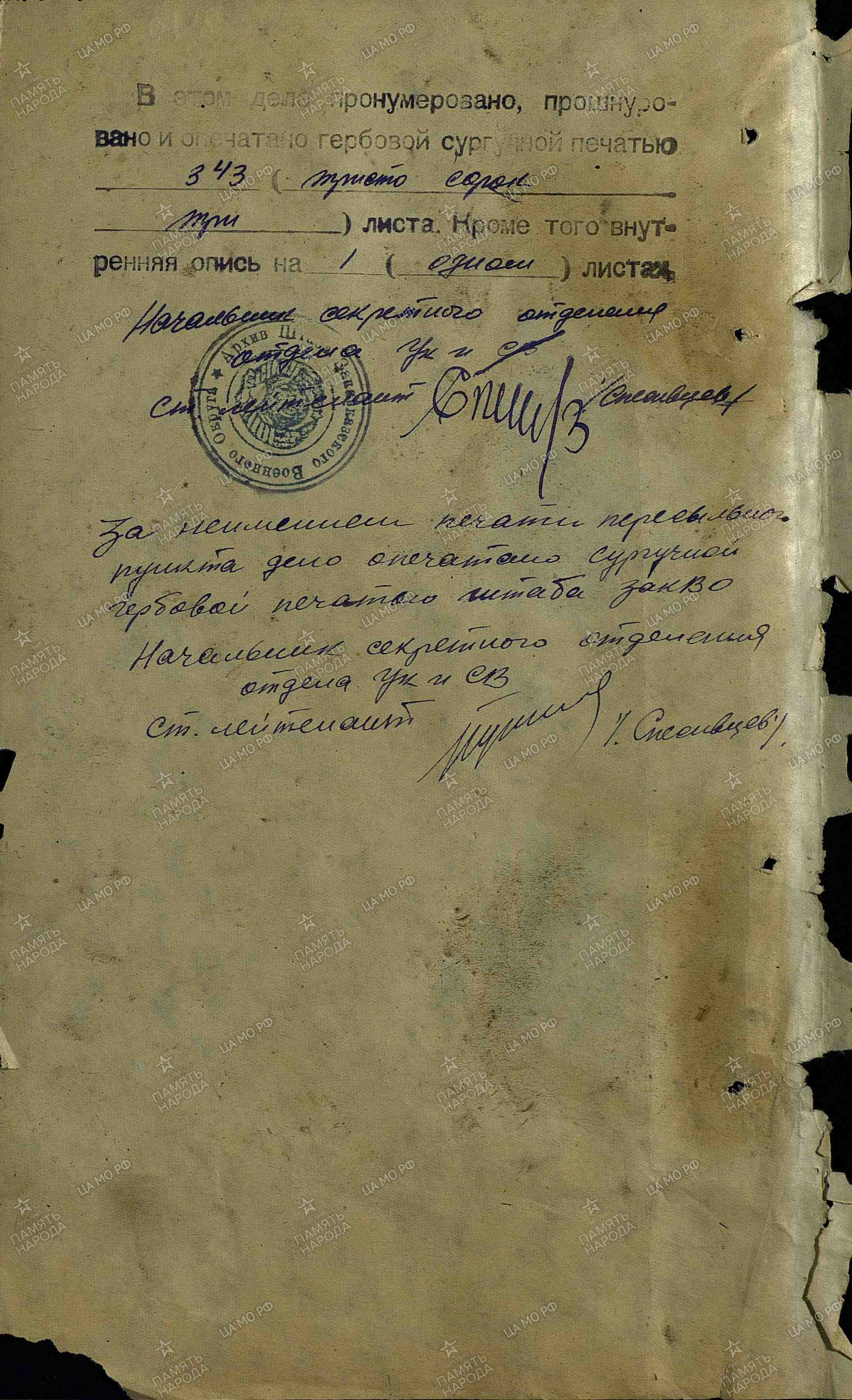